# ریولوبوس
ریولوبوس (به اسپانیایی: Riolobos) یک منطقهٔ مسکونی در اسپانیا است که در استان کاسرس واقع شده‌است. ریولوبوس ۴۹ کیلومتر مربع مساحت دارد.